# الفيلق المقدوني

تقسيمة الفيلق المقدوني.

الفيلق المقدوني هو تنظيم عسكري طور من قبل فيليب الثاني واستخدم من قبل ابنه الإسكندر المقدوني لغزو الإمبراطورية الإمبراطورية الأخيمينية وجيوش أخرى. وأستَعمله بيروس الإبيري في مَعْرَكة أسكَولومْ ومَعْرَكة هَيراكِليا خِلال غَزوه لشبه الجَزيرة الايطالية. بقى الفيلق المقدوني مهيمناً في المعارك حتى العصر الهالينيستي عندما أبدل بالفيلق الروماني.

## التشكيل
استخدم الجيش المقدوني قوتين أساسيتين على أرض المعركة تردفه قوة ثالثة.
القوة الأولى كانت القوات الراجلة التي تستخدم التشكيلة السلامية، وتحتل بالعادة قلب الجبهة.
أما القوة الثانية فهي قوة سلاح الفرسان الثقيلة. وهي تكون على الجناحين. وقد يصاحبها قوة من الفرسان الخفيفة تهدف إلى السرعة الصاعقة.
والقوة الثالثة وهي قوة رديفة تتكون من رماة النبل أو رماة الرماح.

## التكتيك القتالي
```
كانت القوتان الرئيستان هي مشاة السلاميات والفرسان الثقيلة  تستخدمان بطريقة المطرقة والسندان. وفيها تقوم التشكيلة السلامية بتثبيت جبهة العدو من الأمام كالسندان، فيما تناور قوات الفرسان الثقيلة لدك العدو من الجنب ومن الخلف مثل المطرقة.
```

أما قوة الرماة فهي تستخدم لزعزعة تماسك جبهة العدو قبل الالتحام الأول مع الصفوف السلامية.